# Mairie de Madrid
La mairie de Madrid est l'organisme chargé du gouvernement et de l'administration de la commune de Madrid, Espagne. Elle est présidée par un maire, actuellement José Luis Martínez-Almeida, du Parti populaire.

## Sièges
Son siège principal est au palais de Cybèle depuis le 5 novembre 2007, bien que seulement le maire et son équipe de conseillers, l'adjoint au maire et le bureau de communication s'y sont déplacés[pas clair]. Le salon de sessions plénières du bâtiment a été inauguré le 29 novembre 2011 lors d'une cérémonie à laquelle le roi Juan Carlos Ier et le maire Alberto Ruiz-Gallardón étaient présents. La première session plénière municipale a lieu le lendemain. Antérieurement, le siège de la mairie était la Maison de la Ville de Madrid,,.

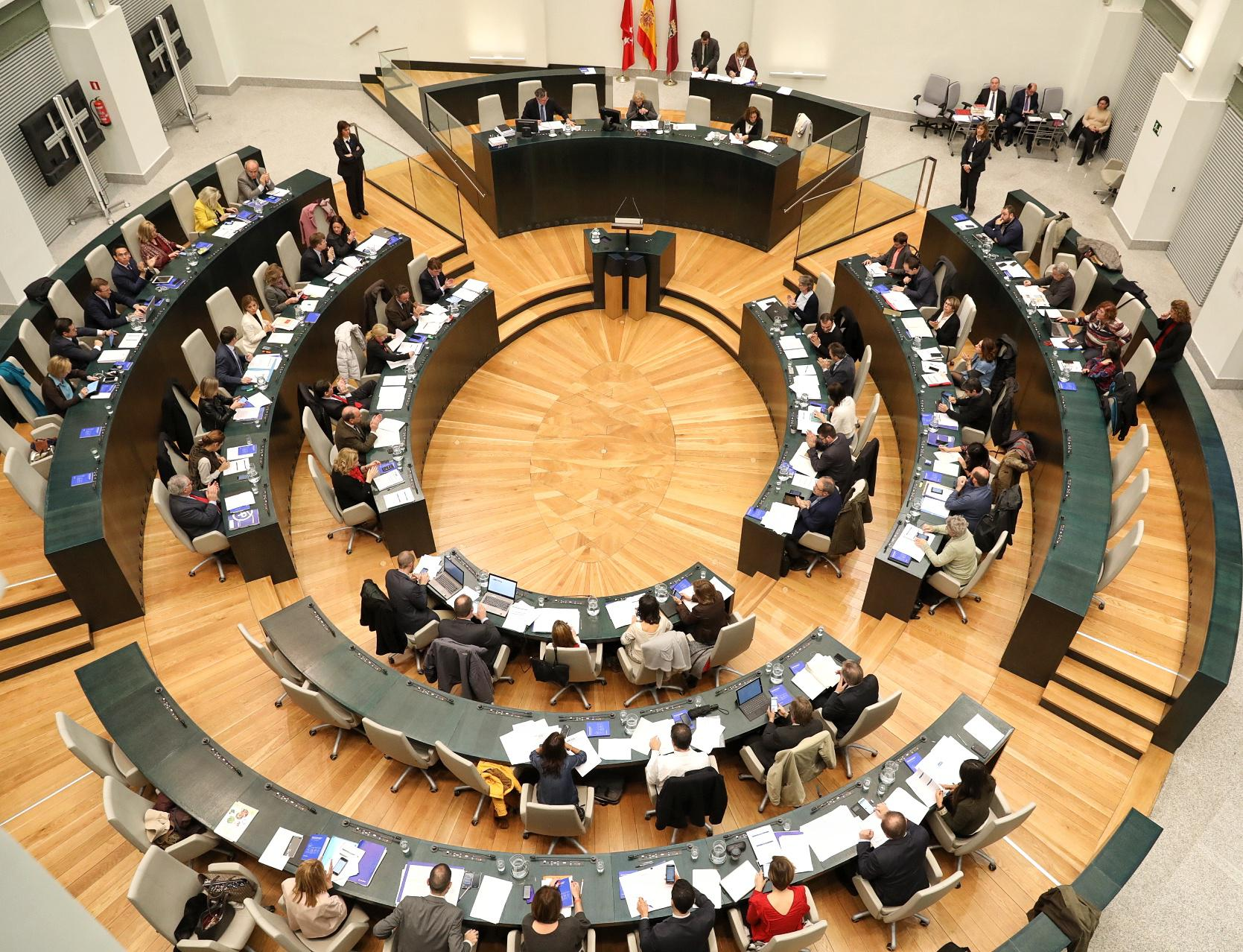
Session plénière.

### Gouvernement
Conformément à la loi sur la capitale et le régime spécial de Madrid, la plénière « est l'organe de représentation politique maximale des citoyens dans le gouvernement municipal, elle exerce les pouvoirs qui lui sont expressément attribués et est composée du maire et des conseillers municipaux, à l'écart de la présence à ses sessions et de l'intervention dans ses délibérations des membres non élus du conseil d'administration ».